# Fesques
Fesques is een gemeente in het Franse departement Seine-Maritime (regio Normandië) en telt 120 inwoners (2005). De plaats maakt deel uit van het arrondissement Dieppe.

## Geografie
De oppervlakte van Fesques bedraagt 8,6 km², de bevolkingsdichtheid is 14,0 inwoners per km².
De onderstaande kaart toont de ligging van Fesques met de belangrijkste infrastructuur en aangrenzende gemeenten.

## Demografie
Onderstaande figuur toont het verloop van het inwonertal (bron: INSEE-tellingen).